# Канглі (Іллінойс)
Канглі (англ. Kangley) — селище (англ. village) в США, в окрузі Ла-Салл штату Іллінойс. Населення — 235 осіб (2020).

## Географія
Канглі розташоване за координатами 41°8′53″ пн. ш. 88°52′20″ зх. д. / 41.14806° пн. ш. 88.87222° зх. д. (41.148002, -88.872088).  За даними Бюро перепису населення США в 2010 році селище мало площу 0,68 км², уся площа — суходіл.

## Демографія
Згідно з переписом 2010 року, у селищі мешкала 251 особа в 103 домогосподарствах у складі 67 родин. Густота населення становила 371 особа/км².  Було 116 помешкань (172/км²).
Расовий склад населення:
| - 98,4 % — білих - 0,4 % — корінних американців - 0,4 % — чорних або афроамериканців - 0,4 % — азіатів |

До двох чи більше рас належало 0,4 %. Частка іспаномовних становила 0,8 % від усіх жителів.
За віковим діапазоном населення розподілялося таким чином: 22,3 % — особи молодші 18 років, 59,0 % — особи у віці 18—64 років, 18,7 % — особи у віці 65 років та старші. Медіана віку мешканця становила 45,8 року. На 100 осіб жіночої статі у селищі припадало 120,2 чоловіків;  на 100 жінок у віці від 18 років та старших — 112,0 чоловіків також старших 18 років.
Середній дохід на одне домашнє господарство  становив 71 412 долари США (медіана — 52 500), а середній дохід на одну сім'ю — 84 934 долари (медіана — 70 313). Медіана доходів становила 52 083 долари для чоловіків та 30 179 доларів для жінок. За межею бідності перебувало 4,7 % осіб, у тому числі 0,0 % дітей у віці до 18 років та 11,1 % осіб у віці 65 років та старших.
Цивільне працевлаштоване населення становило 164 особи. Основні галузі зайнятості: роздрібна торгівля — 32,9 %, транспорт — 14,0 %, освіта, охорона здоров'я та соціальна допомога — 11,0 %, виробництво — 9,8 %.